# Pierre Berès

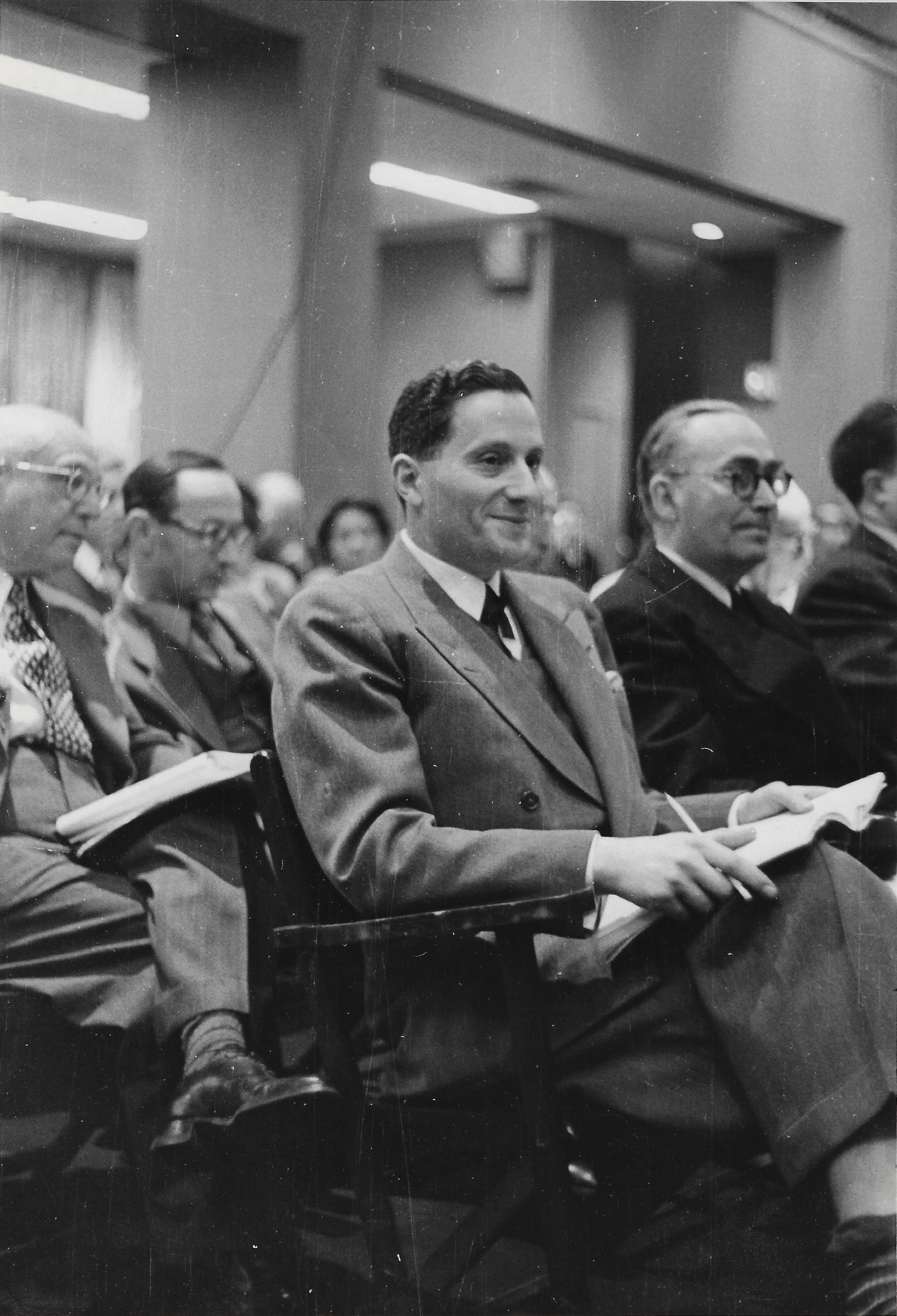
Pierre Berès

Pierre Berès (18 de junio de 1913 - 28 de julio de 2008) fue un librero francés y un coleccionista de libros antiguos.

## Vida y carrera
Nació en Estocolmo con el apellido Berestovski, creció en París y estudió en el Liceo Louis-le-Grand. Comenzó como coleccionista de autógrafos, y rápidamente se pasó al mundo de los libros. En su rápida ascensión como librero destaca la adquisición de colecciones de aristócratas franceses y millonarios americanos con problemas económicos, tales como Mortimer Schiff y Cortlandt F. Bishop.
Abrió una librería en Nueva York en 1937, y otra en París durante la Segunda Guerra Mundial. Se hizo amigo de Pablo Picasso tras la guerra. Henri Matisse escogió la librería de Berès para presentar su libro "Jazz". En 1956 se hizo con Éditions Hermann. Fue galardonado con la Legión de Honor. 
Alguna de las rarezas que descubrió fueron Viaje al fin de la noche de Louis-Ferdinand Céline y Una temporada en el infierno de Arthur Rimbaud dedicada por el autor a Paul Verlaine.
Se retiró en Saint-Tropez, donde murió.